# Lew Nikolajewitsch Kekuschew

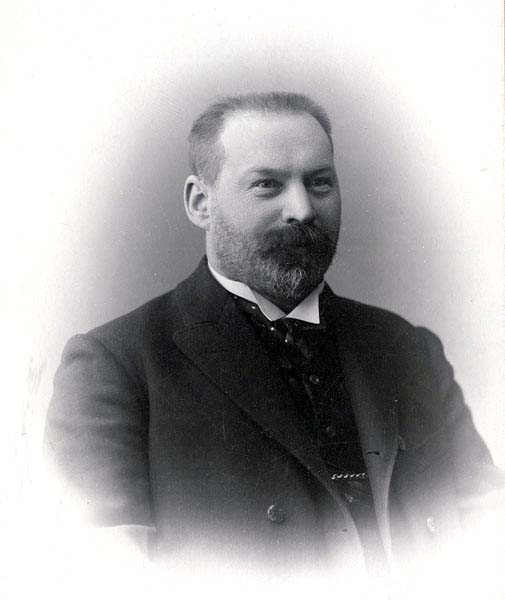
Lew Nikolajewitsch Kekuschew (1907)

Lew Nikolajewitsch Kekuschew (russisch Лев Николаевич Кекушев; * 7. Februarjul. / 19. Februar 1862greg. in Wilna; † 1917) war ein russischer Architekt und Hochschullehrer.

## Leben
Kekuschew stammte aus einer kinderreichen Adelsfamilie. Sein Vater Nikolai Grigorjewitsch Kekuschew diente seit 1838 im Pawlowski-Leibgarderegiment, das um 1860 nach Kongresspolen verlegt wurde. Dort lernte er seine Frau Konstanzija, Tochter eines katholischen Gutsbesitzers aus der Familie Wojewódzki, kennen. 1861 verließ er als Major den Militärdienst und trat 1863 in Wilna in das Ingenieurkorps ein. Aus Gründen des Dienstes zog die Familie 1863 nach St. Petersburg, 1864 nach Pskow, 1865 nach Nowgorod und lebte dann schließlich in Wilna.
Lew Kekuschew schloss 1883 die Realschule in Wilna ab und studierte dann am St. Petersburger Zivilingenieur-Institut zusammen mit Wiktor Welitschkin, Illarion Iwanow-Schitz und Nikolai Markow. Als Diplomarbeit projektierte er einen Schlachthof in St. Petersburg. Damit schloss er das Studium im Mai 1888 als Zivilingenieur mit einer Silbermedaille für Erfolge in der Architektur und mit dem Anrecht auf die X. Rangklasse ab. Bereits im Februar war er in den Zivildienst eingetreten, um im Bautechnik-Komitee des Innenministeriums zu arbeiten. Allerdings wurde er im November beurlaubt. Von Februar bis Dezember 1889 assistierte Kekuschew seinem Verwandten W. G. Wojewódzki beim Bau des zentralen Schlachthofs in St. Petersburg und baute selbständig Teile des Komplexes. 1890 wurde er wieder dem Bautechnik-Komitee zugeordnet. Im Juni 1890 verließ er endgültig den öffentlichen Dienst und ließ sich in Moskau nieder.
Sogleich nach seiner Ankunft in Moskau wurde Kekuschew Assistent des österreichischen Architekten Simon Eibuschitz beim Bau des Zentralbades und eines Mietshauses der Chludow-Brüder am Teatralny Projesd. Auf dieser Baustelle arbeitete er bis 1893 und lernte dabei die verschiedenen Bautechniken einschließlich des Schmiedens, Galvanisierens und Ätzens von Metallen und Glas gut kennen. Nach Gawriil Baranowski beschäftigte sich Kekuschew in dieser Zeit auch mit der künstlerischen Ausgestaltung von Innenräumen und mit Industrie-Design.
Kekuschews erstes eigenes Bauprojekt war der Bau der A.-I.-Obuchowa-Villa am Maly Koslowski Pereulok 4. 1893 gründete er seine eigene Baufirma. Gleichzeitig übernahm er das Amt des Bezirksarchitekten, das er 1898 wieder aufgab. In den 1890er Jahren projektierte er zusammen mit Iwanow-Schitz die Eisenbahnstrecke Jaroslawl–Wologda–Archangelsk. Später erweiterte er das Gebäude des Jaroslawler Bahnhofs.
Daneben lehrte Kekuschew 1898 und 1899 an der Kaiserlichen Moskauer Technischen Hochschule und bis 1901 auch an der Stroganow-Hochschule. 1901–1904 lehrte er an der Moskauer Hochschule für Verkehrsingenieure. Zu seinen Schülern und Assistenten gehörten Alexander Kusnezow und Iwan Fomin.
Von 1898 bis 1899 baute Kekuschew seine eigene Villa am Glasowski Pereulok 8 als eines der ersten Beispiele der vom Jugendstil ausgehenden sogenannten Moskauer Moderne. Er verkaufte bereits 1900 die Villa an Otto Adolfowitsch List (Neffe Gustav Lists), so dass sie seitdem als List-Villa bekannt ist. Von 1900 bis 1903 ließ sich Kekuschew nach seinen eigenen Plänen die neue Kekuschew-Villa (Uliza Ostoschenka 21) von Wassili Sergejewitsch Kusnezow bauen. Das Haus gilt als Muster der Villa von Mikhail Bulgakovs Margarita. Im Gegensatz zu Fjodor Schechtels und William Walcots späterer Moderne stand Kekuschews Stil der frühen franko-belgischen Moderne Victor Hortas nahe.
1899 gewann Kekuschew den Bauwettbewerb für das Hotel Metropol (Teatralny Projesd 2) des Unternehmers Sawwa Mamontow, der allerdings  William Walcots Entwurf vorzog. Nach Mamontows Insolvenz und Verhaftung beauftragten die neuen Besitzer Kekuschew mit dem Bau. Seine Assistenten und Mitautoren des Projekts waren Nikolai Lwowitsch Schewjakow (1868–1942)  und Wladimir Wassiljewitsch Wojeikow. Weitere Assistenten waren zeitweilig Sergei Alexandrowitsch Wlassjew, Nikolai Dmitrijewitsch Polikarpow, Konstantin Burow und Witali Semjonowitsch Maslennikow. Seine langjährigen Assistenten waren die Brüder Sergei und Nikolai Schutzmann. Mit S. S. Schutzmann baute er 1899–1900 die M.-S.-Saarbekow-Villa (Powarskaja Uliza 24).
Mit dem erworbenen Vermögen baute Kekuschew eigene Mietshäuser. Ab 1899 leitete er das Architekturbüro der gerade von Jacob Reck gegründeten Handels- und Bau-Aktiengesellschaft, in deren Auftrag er Villen und Mietshäuser in Moskau und Tambow baute. Kekuschew baute die Ponisowski-Villa und die I.-A.-Mindowski-Villa (1903–1904) sowie das Issakow-Wohnhaus (1904–1906). Auch baute er die Nikolskije-Reihen an der Moskauer Nikolskaja Uliza gegenüber den Oberen Handelsreihen (jetzt Warenhaus GUM) und das Zarizyno-Bahnhofsgebäude an der Bahnstrecke von Moskau nach Kursk, das später durch einen Neubau ersetzt wurde.
Nach der Russischen Revolution 1905 wandte sich das öffentliche Interesse von der Pracht der Moskauer Moderne ab zugunsten des Neoklassizismus und der nationalromantischen Nördlichen Moderne. Kekuschew passte sich nicht an. Sein bedeutendstes Projekt, das Restaurant Eldorado, wurde von einem anderen Architekten mit wesentlichen Änderungen durchgeführt (1907). In den 1910er Jahren nahm seine Tätigkeit schnell ab, abgesehen von einem Mietshaus für den Kaufmann W. J. Bykow (1909–1910, 2. Brestskaja Uliza 19/18) und einem Krankenhaus der Altgläubigen in Preobraschenskoje (1912).
Kekuschew war verheiratet mit Anna Iwanowna, hatte drei Kinder und lebte getrennt von seiner Frau. 1913 wurde Kekuschew in eine Psychiatrische Klinik eingewiesen. Kekuschews Name und Adresse war bis 1917 im Moskauer Adressbuch enthalten.
Kekuschews Sohn Nikolai (1898–1978) trat 1912 in das Kadettenkorps ein und wurde Pilot. Für die Kämpfe 1924 in Zentralasien erhielt er den Rotbannerorden. Als Bordmechaniker flog er 1937 mit Pawel Georgijewitsch Golowin über den Nordpol zur Vorbereitung der Nordpolexpedition Iwan Dmitrijewitsch Papanins. Im Deutsch-Sowjetischen Krieg führte er während der Leningrader Blockade 59 Versorgungsflüge durch. 1948 wurde er verhaftet mit anschließender Schesqasghan-Lagerhaft. Er schrieb ein Erinnerungsbuch.

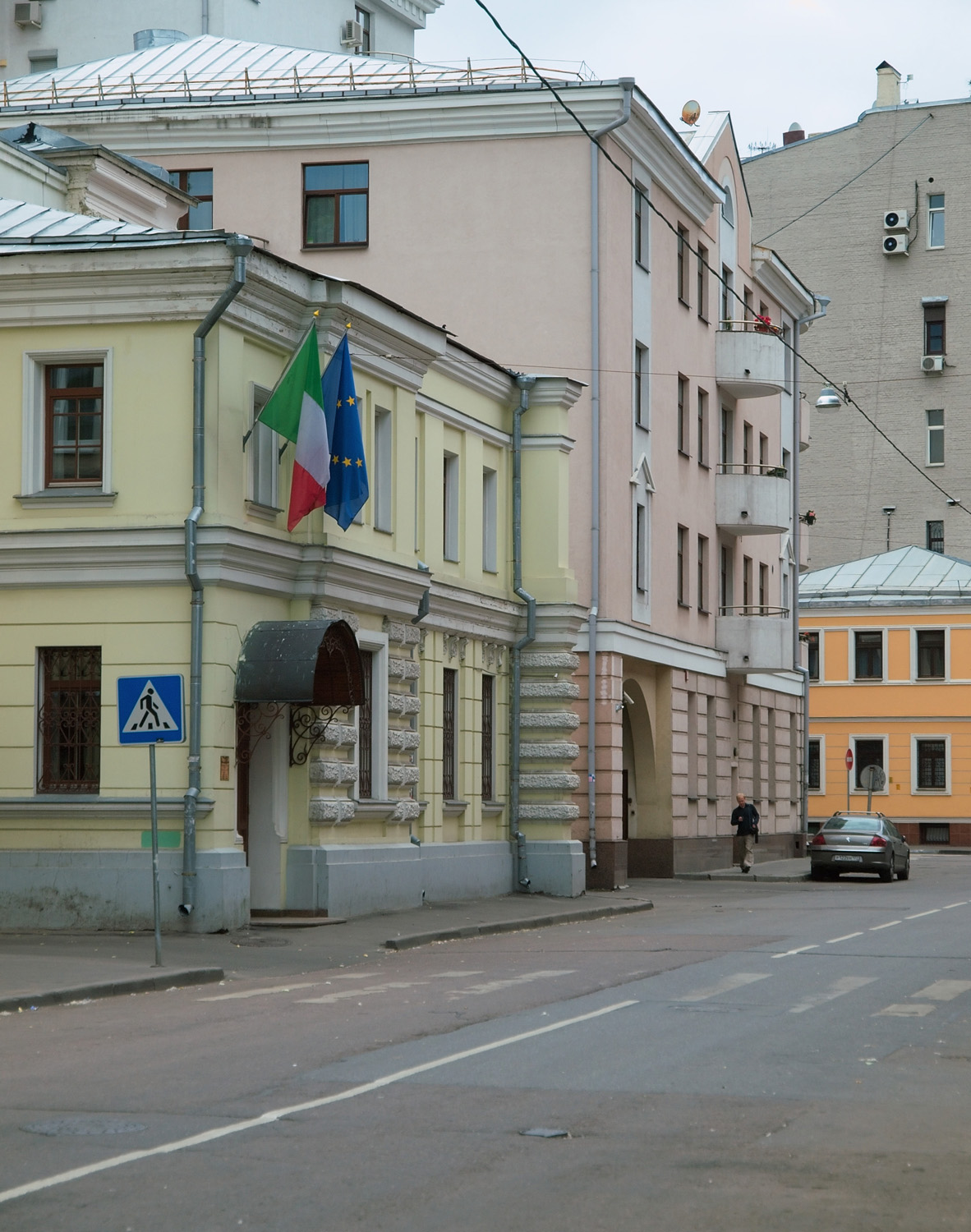
A.-I.-Obuchowa-Villa (links), Maly Koslowski Pereulok 4, Moskau
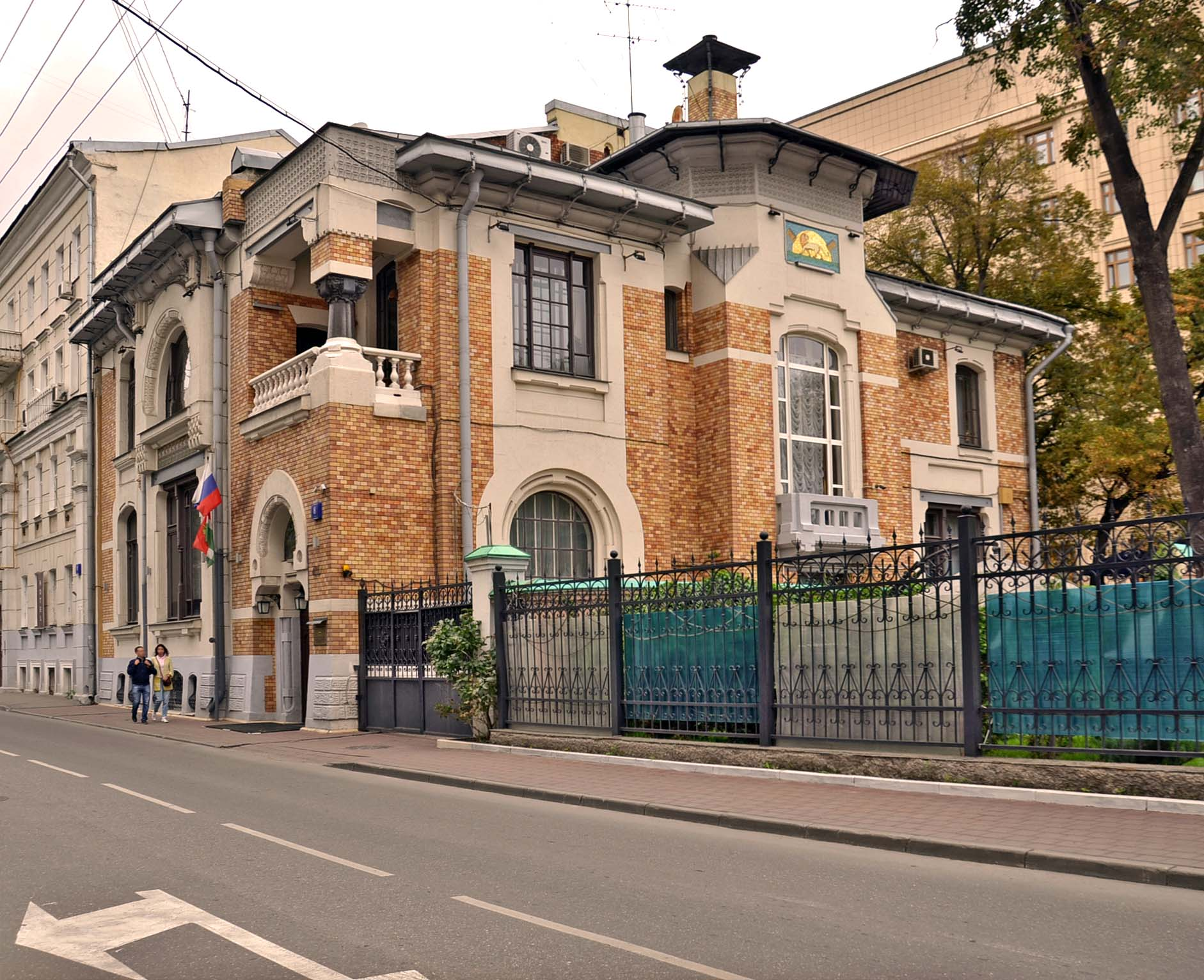
List-Villa, Glasowski Pereulok 8, Moskau
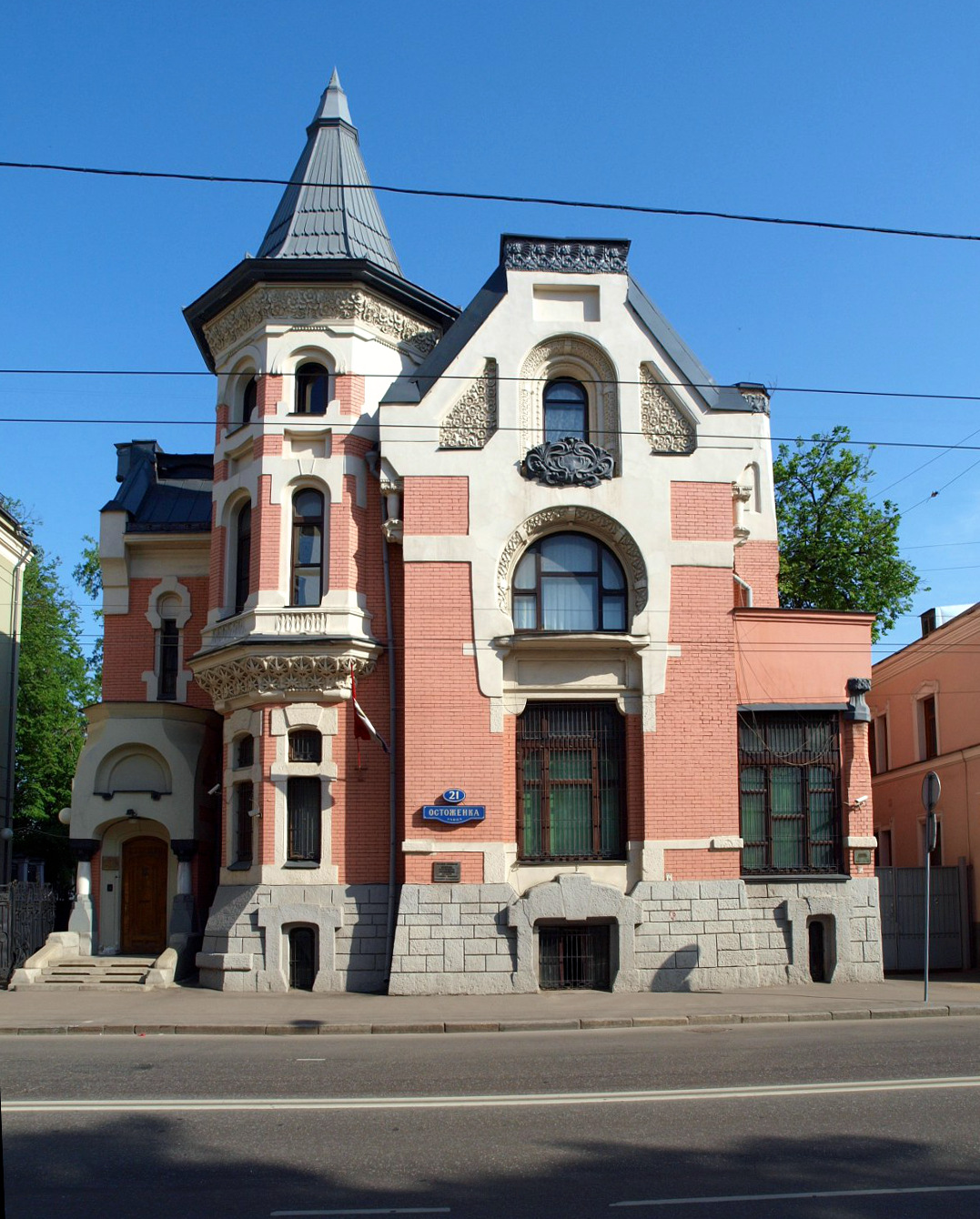
Kekuschew-Villa, Uliza Ostoschenka 21, Moskau
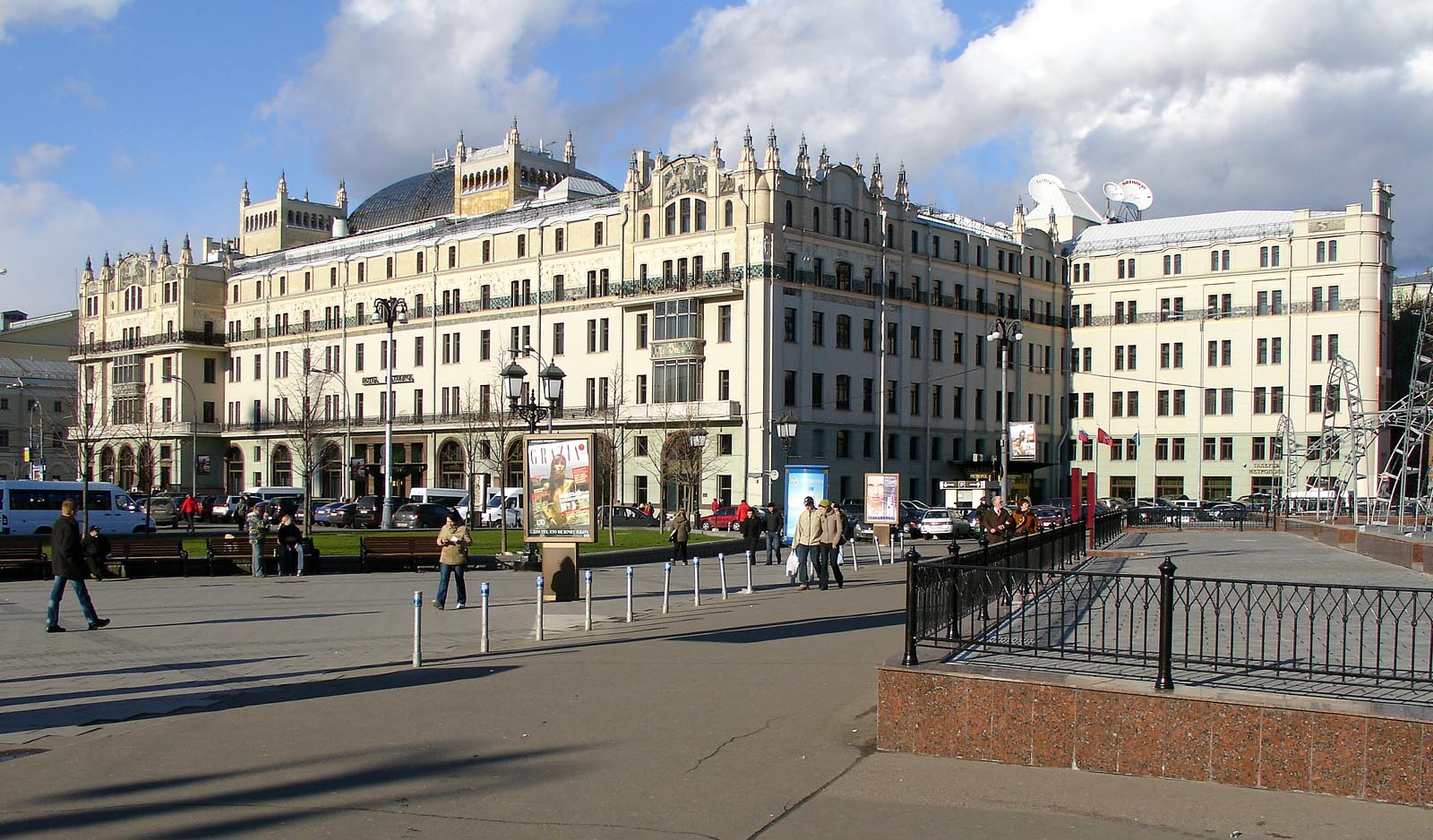
Hotel Metropol, Teatralny Projesd 2, Moskau
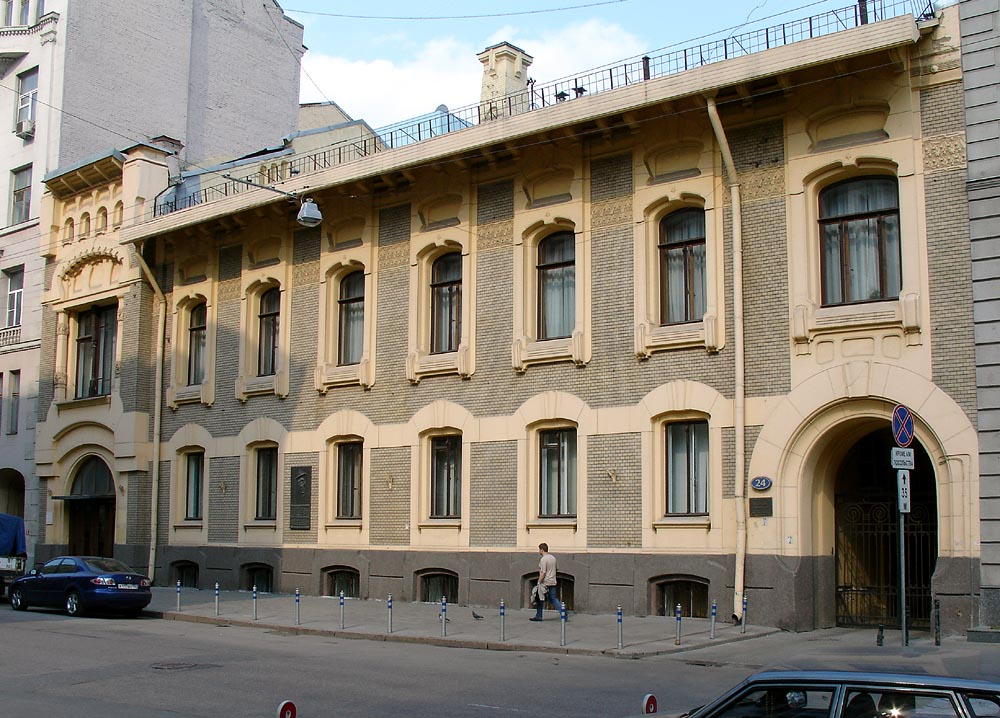
M.-S.-Saarbekow-Villa, Powarskaja Uliza 24, Moskau
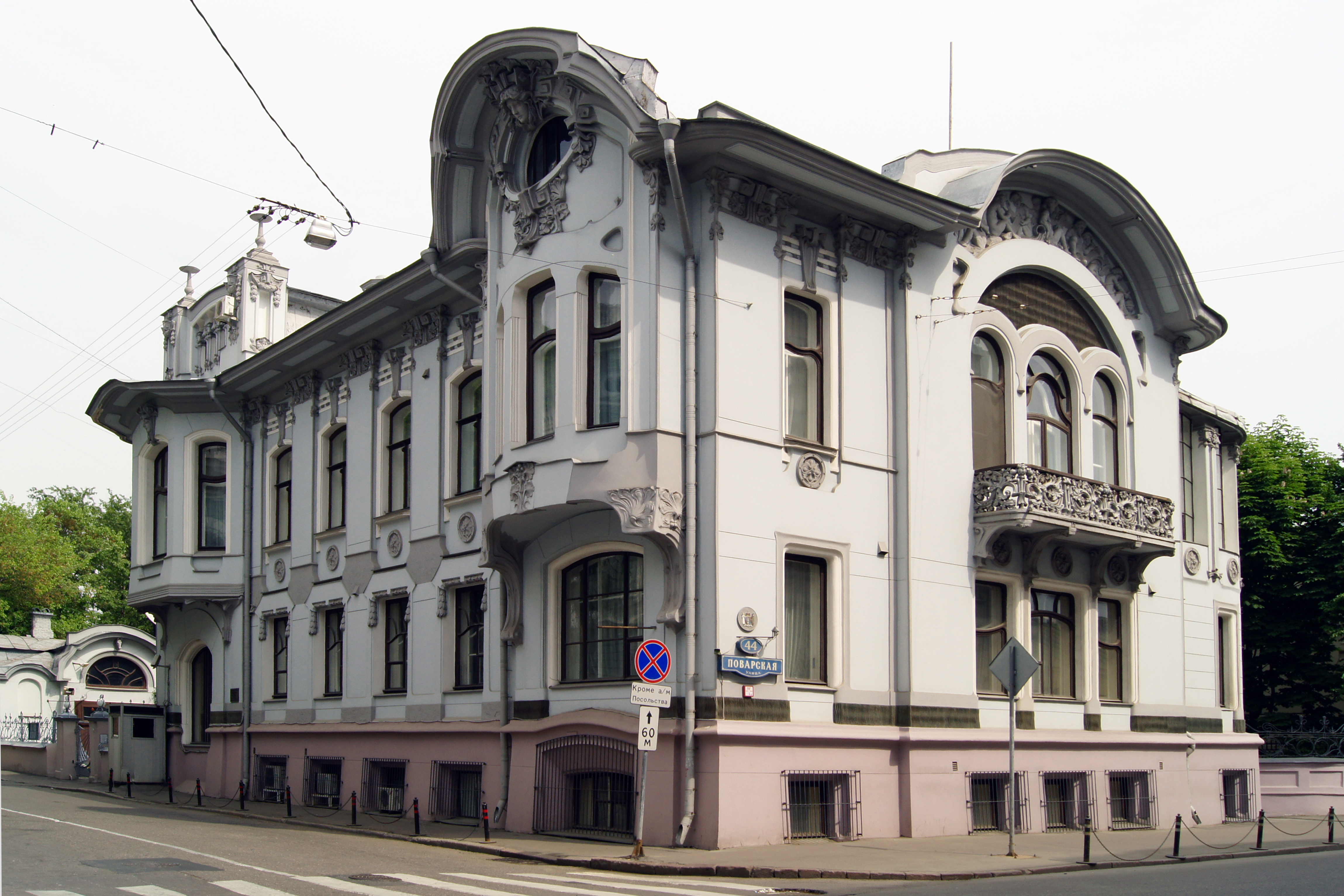
Mindowski-Villa, Powarskaja Uliza 44/2, Moskau
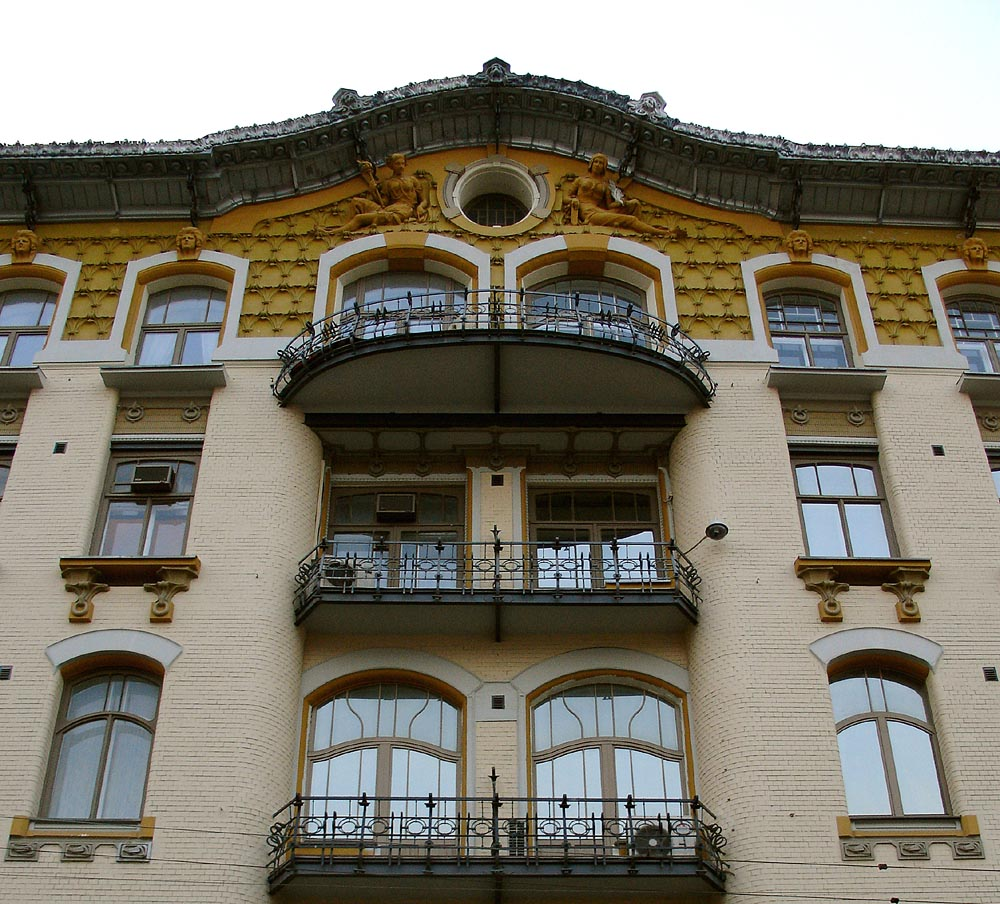
Issakow-Wohnhaus, Uliza Pretschistenka 28, Moskau
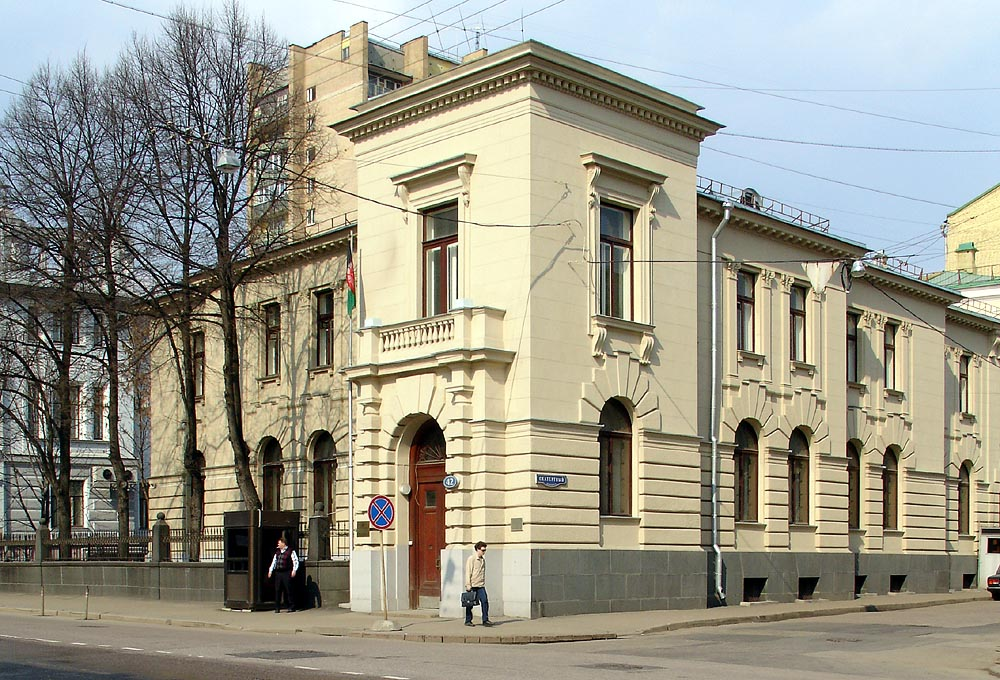
Ponisowski-Villa, Powarskaja Uliza 42/1, Moskau
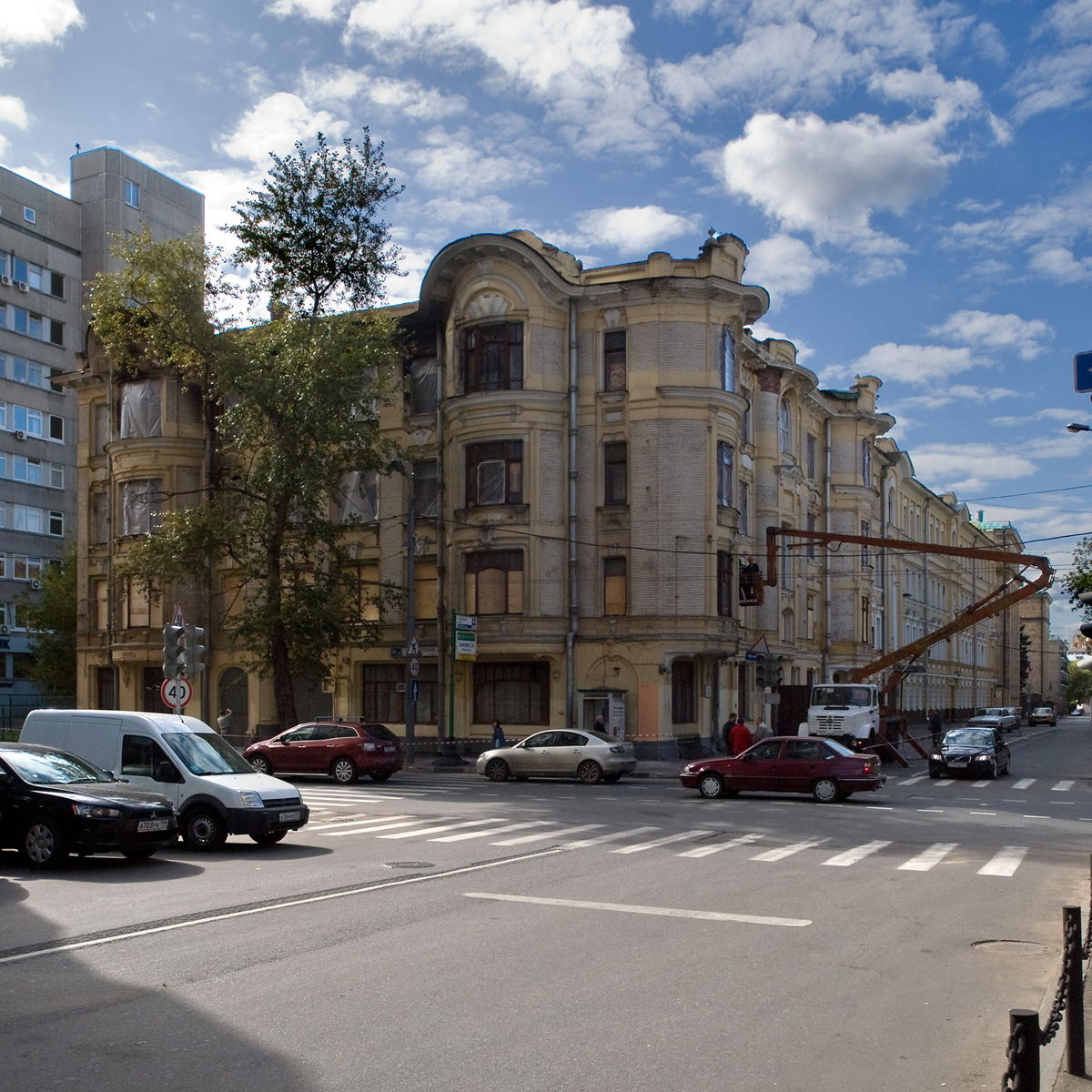
W.-J.-Bykow-Mietshaus, 2. Brestskaja Uliza 19/18, Moskau